# Rhetus arcius
Rhetus arcius là một loài bướm trong họ Riodinidae thuộc vùng sinh thái Neotropic. Loài này được mô tả đầu tiên bởi Carl Linnaeus' năm 1763 Centuria Insectorum.

## Hình ảnh

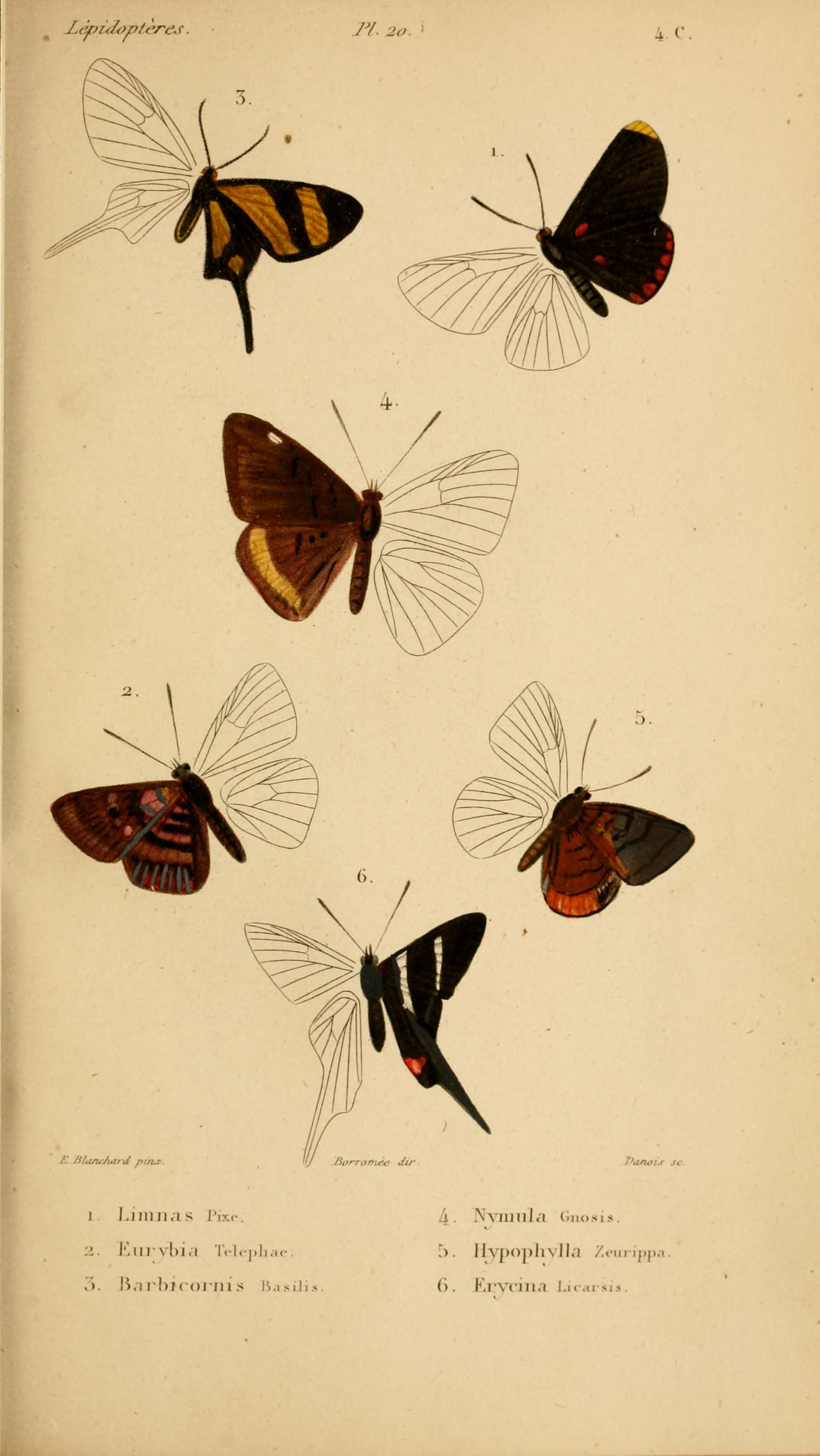
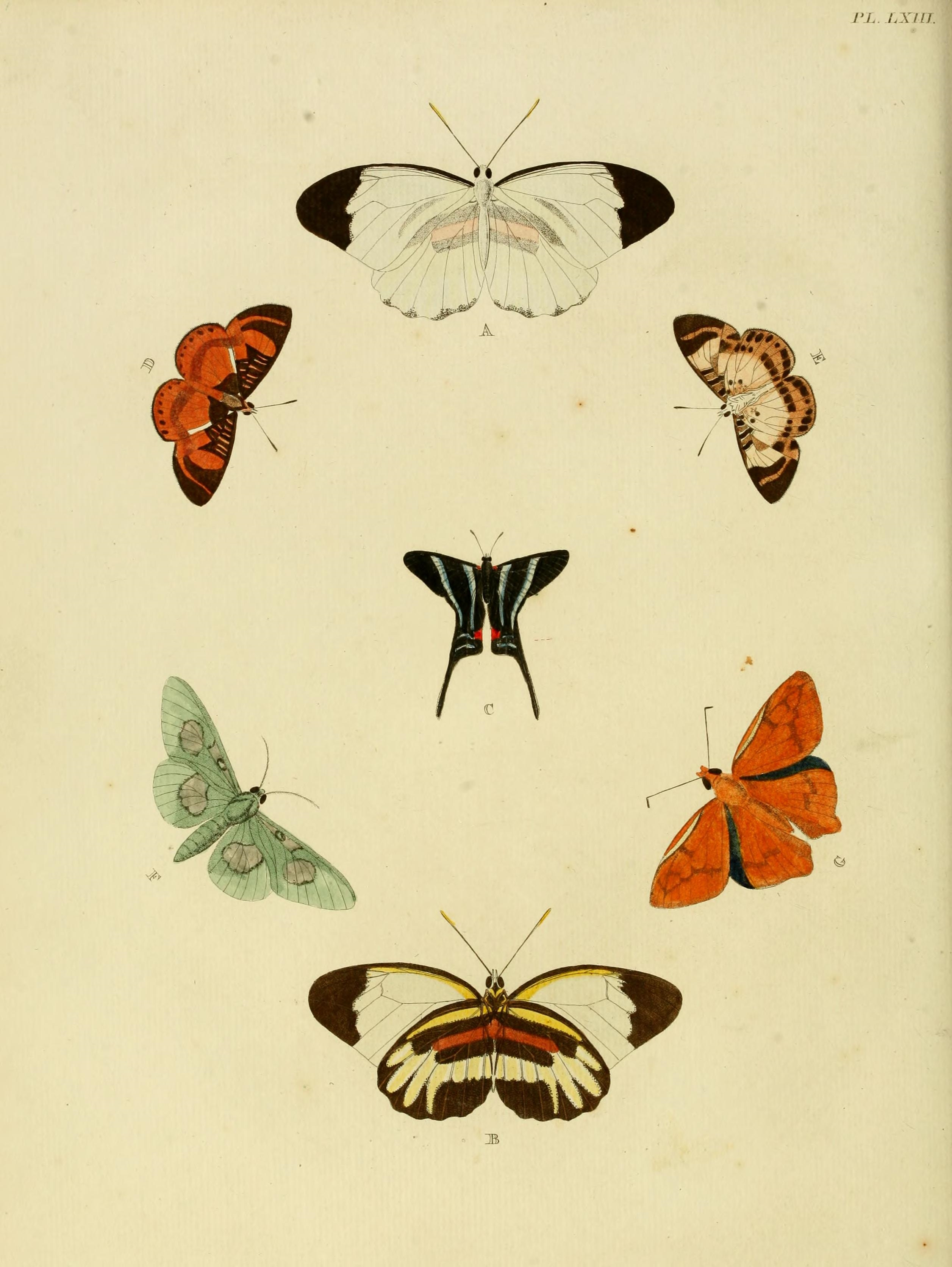
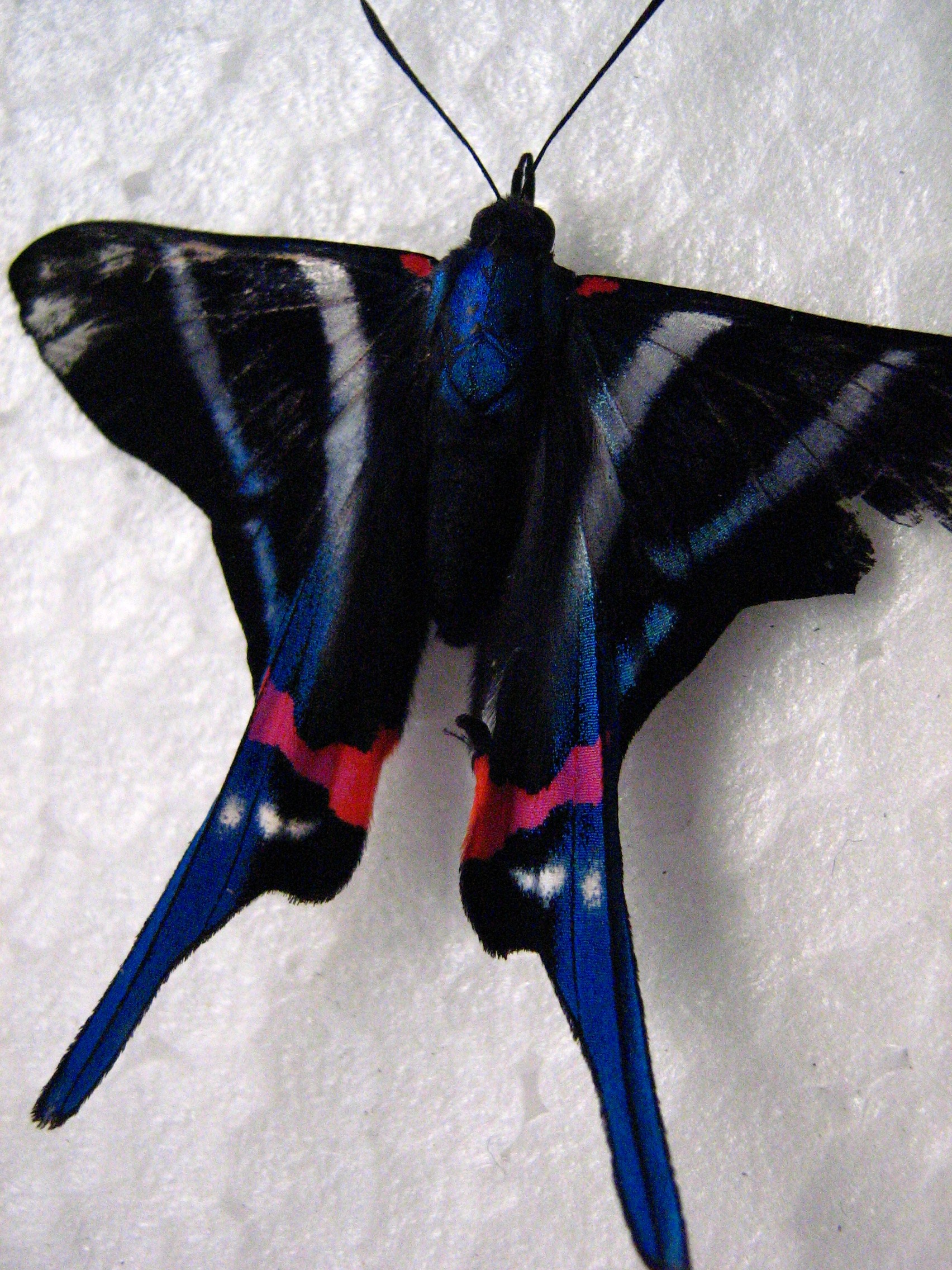